# Edu Gaspar
Eduardo César Daud Gaspar (São Paulo, 16 de maio de 1978), mais conhecido como Edu Gaspar, é um dirigente e ex-futebolista brasileiro que atuava como volante. Atualmente é coordenador técnico do Arsenal.
Seu último clube como atleta foi o Corinthians, onde também iniciou sua carreira. Destacou-se também no futebol europeu, onde atuou durante oito anos, passando por Arsenal e Valencia. Pela Seleção Brasileira, fez parte dos elencos campeões da Copa América de 2004 e da Copa das Confederações FIFA de 2005.

## Carreira como jogador

### Corinthians
Formado nas categorias de base do Corinthians, Edu foi revelado no clube em 1998 e permaneceu na equipe por três temporadas, conquistando os títulos do Campeonato Brasileiro de 1998 e 1999, o Campeonato Paulista de 1999 e o Mundial de Clubes da FIFA de 2000.

### Arsenal
Depois desse período, foi vendido para o Arsenal em janeiro de 2001, por 9 milhões de euros. Lá teve problemas com sua documentação referente a aquisição da cidadania portuguesa, por linha familiar. Em cinco temporadas no clube inglês, conquistou o Premier League (sendo o primeiro brasileiro a conquistar o Campeonato Inglês) de 2001–02 e 2003-04, a Copa da Inglaterra de 2001–02, 2002–03 e 2004–05 e a Supercopa da Inglaterra de 2003 e 2004.

### Valencia

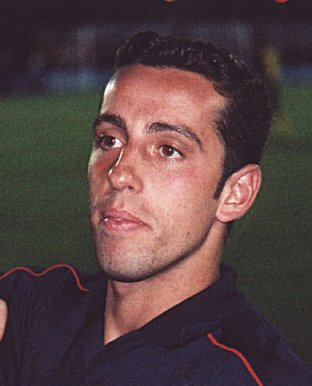
Edu em 2006

Após o final do seu contrato com o Arsenal, decidiu por não renovar, descartando propostas de Real Madrid e Barcelona e acertando com o Valencia em julho de 2005. No entanto, sofreu uma série de contusões no clube espanhol, fato que o atrapalhou na missão de se firmar como titular na equipe. Assim, ao final da temporada 2008–09, já planejava um retorno ao Timão.

### Retorno ao Corinthians
Foi dispensado pelo Valencia em 6 de julho de 2009, e logo acertou sua volta ao Parque São Jorge. Se apresentou como reforço um dia depois, no dia 7 de julho, sendo a primeira contratação da equipe após o título da Copa do Brasil. Edu atuou em 11 partidas no Campeonato Brasileiro daquele ano.
Em março de 2011, decidiu encerrar sua carreira de jogador e foi anunciado como novo gerente de futebol do clube onde iniciou sua trajetória profissional.

### Seleção Brasileira
Edu foi convocado diversas vezes para a Seleção Brasileira. O jogador estreou pela Amarelinha em abril de 2004, e fez parte do time que conquistou a Copa América de 2004 e a Copa das Confederações FIFA de 2005.
Porém, acabou atrapalhado por suas diversas lesões, como o grave rompimento dos ligamentos do joelho às vésperas da Copa do Mundo FIFA de 2006, acabando assim, com o seu sonho de disputar o torneio. Edu tinha fortes esperanças em ir à Copa, já que era constantemente convocado pelo técnico Carlos Alberto Parreira para a disputa das Eliminatórias. Conseguiu retornar aos gramados semanas antes do Mundial, tendo tempo insuficiente para voltar ao ápice de sua forma e, consequentemente, ir à Copa.
Após a saída de Parreira, não voltou a figurar nas listas de convocações da Seleção.

## Carreira como dirigente

### Corinthians
Como dirigente do Timão, foi campeão da Copa Libertadores da América de 2012, do Campeonato Paulista de 2013, da Recopa Sul-Americana de 2013 e do Campeonato Brasileiro de 2015. Na calçada da fama do Parque São Jorge, recebeu o prêmio de melhor dirigente de 2012 e foi homenageado pelo Arsenal em 2014, por ter participado do time que ganhou a alcunha de "Invencíveis".
Em fevereiro de 2013, como gerente de futebol corintiano, falou emocionado sobre a morte de um jovem torcedor na estreia do clube na Libertadores, diante do San José, da Bolívia. Para o ex-atleta, a tragédia o fez lembrar de seu filho, Luigi Gaspar, que sempre ia ao Pacaembu acompanhado do pai e se sentava ao lado da torcida rival, e de sua irmã, falecida em dezembro de 2000 num acidente automobilístico.

### Seleção Brasileira
Em 2016, por indicação do então treinador da Seleção, Tite, foi contratado pela CBF para ser o coordenador técnico de Seleções da instituição.

### Arsenal
Após o título da Copa América de 2019, foi anunciado como novo diretor técnico do Arsenal no dia 9 de julho.

## Títulos

### Como jogador
Corinthians
- Campeonato Brasileiro: 1998 e 1999
- Campeonato Paulista: 1999
- Copa São Paulo de Futebol Júnior: 1999[carece de fontes?]
- Copa do Mundo de Clubes da FIFA: 2000

Arsenal
- Premier League: 2001–02 e 2003-04
- Copa da Inglaterra: 2001–02, 2002–03 e 2004–05
- Supercopa da Inglaterra: 2002 e 2004
- Torneio de Amsterdã: 2005

Valencia
- Copa do Rei: 2007–08

Seleção Brasileira
- Copa América: 2004
- Copa das Confederações: 2005

### Como diretor de futebol
Corinthians
- Copa Libertadores da América: 2012
- Copa do Mundo de Clubes da FIFA: 2012
- Campeonato Paulista: 2013
- Recopa Sul-Americana: 2013
- Campeonato Brasileiro: 2015

Seleção Brasileira
- Copa América: 2019